# 밥 말리 & 더 웨일러스
밥 말리 & 더 웨일러스(Bob Marley & the Wailers)는 1963년 자메이카 킹스턴에서 결성된 레게 밴드다. 1963년에 버니 웨일러, 피터 토시와 함께 "더 웨일러스"라는 그룹을 결성하였다. 그는 이 그룹의 리드 기타리스트였고, 결국 리드 보컬리스트가 되었다. 1968년에 그는 라스타파리로 개종하였다. 그의 음악에는 그의 신앙이 강하게 나타나 있다. 밥 말리의 명성은 1972년부터 CBS, 아일랜드 등 영국의 레코드사로 진출하며 전 세계로 번져나갔다. 말리는 세계에 정치적 대항의 메시지를 담은 레게 음악을 퍼뜨렸다.

## 음반 목록

### 스튜디오 음반
- The Wailing Wailers (1965)
- Soul Rebels (1970)
- Soul Revolution (1971)
- The Best of The Wailers (1971)
- Catch a Fire (1973)
- Burnin' (1973)
- Natty Dread (1974)
- Rastaman Vibration (1976)
- Exodus (1977)
- Kaya (1978)
- Survival (1979)
- Uprising (1980)
- Confrontation (1983)

### 컴필레이션 음반
- African Herbsman (1973)
- Rasta Revolution (1974)
- Legend (1984)
- Rebel Music (1986)
- Natural Mystic: The Legend Lives On (1995)
- One Love: The Very Best of Bob Marley & The Wailers (2001)
- Gold (2005)
- Africa Unite: The Singles Collection (2005)

### 라이브 음반
- Live! (1975)
- Babylon by Bus (1978)
- Talkin' Blues (1991)
- Live at the Roxy (2003)
- Live Forever: The Stanley Theatre, Pittsburgh, PA, September 23, 1980 (2011)